# Neil Simpson
Neil Simpson (Londra, 15 novembre 1961) è un ex calciatore scozzese, di ruolo centrocampista.

## Carriera

### Club
Vanta 310 partite e 31 reti con la maglia dell'Aberdeen. Ha giocato 37 match e siglato 6 reti nelle competizioni UEFA per club: tra i tanti incontri disputati in campo internazionale, spicca la finale di Coppa delle Coppe 1983 giocata da titolare e vinta per 2-1 contro il Real Madrid e la doppia finale di Supercoppa UEFA 1983, vinta contro l'Amburgo nel match di ritorno (2-0) anche grazie al suo gol iniziale.
Vince sei titoli nazionali e due competizioni internazionali con l'Aberdeen. In seguito veste le maglie di Newcastle e Motherwell prima di ritirarsi, a 32 anni.
L'Aberdeen l'ha inserito nella propria hall of fame.

### Nazionale
Il 24 maggio 1983 debutta in nazionale contro l'Irlanda del Nord (0-0). Per tre anni, tra il 1984 e il 1987, non gioca più alcun incontro con la Scozia. In seguito è chiamato in campo in altre due occasioni, portando a cinque le proprie apparizioni con la maglia della nazionale scozzese.

## Palmarès

### Club

#### Competizioni nazionali
- Campionato scozzese: 2

Aberdeen: 1983-1984, 1984-1985
- Coppa di Scozia: 3

Aberdeen: 1981-1982, 1982-1983, 1983-1984
- Coppa di Lega scozzese: 1

Aberdeen: 1985-1986

#### Competizioni internazionali
- Coppa delle Coppe: 1

Aberdeen: 1982-1983
- Supercoppa UEFA: 1

Aberdeen: 1983